# Myxobolus inflatus
Myxobolus inflatus is een microscopische parasiet uit de familie Myxobolidae. Myxobolus inflatus werd in 1998 beschreven door Chen, in Chen & Ma. 